# Chris Stegmaier
Chris Stegmaier (* 29. Oktober 1983 in Lauingen) ist ein deutscher Radiomoderator und Journalist.

## Werdegang
Stegmaier wurde im schwäbischen Lauingen geboren und ist in Holzheim (bei Dillingen an der Donau) aufgewachsen.
Nach einem Studium im Bereich Journalismus/Politik/Wirtschaft an der Hochschule für angewandte Wissenschaften Ansbach begann Stegmaier 2011 seine Laufbahn bei Radio 8 als Nachrichtensprecher. Ab 2013 wurde er als Moderator der Morningshow und der Nachmittagssendung bei Radio Galaxy eingesetzt.
2017 wechselte er in das Funkhaus Nürnberg zu Radio Charivari 98.6. Dort moderierte er die Sendung am Nachmittag.
2020 war er unter dem Künstlernamen „Chris Fuchs“ Moderator des Breakfast Club bei Star FM in Nürnberg.